# 송인서
송인서(宋麟瑞, 1867년 - 1927년)는 최초의 장로교 목사 중 한 사람이다.

## 생애
1891년에 선교사인 사무엘 모페트(Moffett, S. A., 馬布三悅)와 조사(助事) 한석진(韓錫晋)의 전도를 받고 기독교인이 되어 1893년 평안남도 평원군 한천(漢川)에서 한천교회를 설립하였다.
그 해 황해도에서 두 번째로 세워진 재령군의 신환포교회(新煥浦敎會) 전도사로 활동하였다. 1894년 평안감사 민병석(閔丙奭)의 개신교 박해 때 한석진·최치량(崔致良)·김창식(金昌植) 등과 함께 체포되어 모진 고문을 받았다.
그러던 중, 감리교의 의료선교사인 홀(Hall, W. J., 胡乙)과 그 밖의 장로교의 여러 선교사들의 각별한 노력으로 참수 직전에 구출되었다.
같은 해에 평원군의 명당동교회(明堂洞敎會)와 죽본리교회(竹本里敎會)를 설립하였고 이후에도 강동군의 설파교회, 대원교회 등을 설립하였다. 1895년 모페트에게 세례를 받고 그의 조사가 되었다.
1902년 조선예수교장로회신학교에 입학하여 신학수업을 받은 뒤 1907년 6월 길선주(吉善宙)·양전백(梁甸伯)·이기풍(李基豊)·방기창(邦基昌)·서경조(徐景祚)·한석진 등과 함께 제1회로 졸업하였다. 그 해 9월 최초의 장로교 목사 중 한 사람이 되었다.
장로교의 독로회(獨老會)가 조직되자 그 임원으로서 활동하였고, 증산·한천·외서강 등의 교회에 순회목사로 임명되었다. 1909년 제3회 독로회에서는 선교사 스왈른(Swallen, W. L., 蘇安論)의 동역목회자로서 활동하였다.

## 같이 보기
- 조선 예수교 장로회신학교
- 길선주
- 이기풍
- 한국의 목회자 목록

## 참고 문헌
- 한국기독교사 (이영헌, 컨콜디아사, 1978)
- 영계길선주목사저작집(靈溪吉善宙牧師著作集)』 ( 길선주 ,대한기독교서회,1968)

- 『조선예수교장로회사기(朝鮮예수敎長老會史記) 상』 ( 차재명 편,신문로교회당,1928)